# Salavat Julajev
Salavat Julajev (russisk: Салават Юлаев) er en sovjetisk film fra 1940 af Jakov Protasanov.

## Medvirkende
- Arslan Mubarjakov som Salavat Julajev
- Abdullamin Zubairov som Babaj
- Gimaletdin Mingazjev som Julaj
- Rim Syrtlanov som Bukhair
- Sakhi Saitov som Kinzja Arslanov